# خدنگ‌های ماداگاسکاری
خدنگ‌های ماداگاسکاری (نام علمی: Galidiinae) نام یک زیرخانواده از تیره گربه‌زبادان ماداگاسکار است.